# Luigi Federico Menabrea
Luigi Federico Menabrea (4 tháng 9 năm 1809 – 24 tháng 5 năm 1896), sau đó được phong tước Bá tước Menabrea thứ nhất và Hầu tước thứ nhất của Valdora, là nhà toán học, chính khách và tướng lĩnh người Ý. Ông giữ chúc Thủ tướng Ý từ năm 1867 đến năm 1869.